# SS Schenectady
Le SS Schenectady était un pétrolier T2 construit durant la Seconde Guerre mondiale pour la War Shipping Administration.
Il a été le premier tanker construit par la Kaiser Shipbuilding Company à Swan Island, à Portland dans l'Oregon.

## Rupture de la coque
Le 16 janvier 1943, le SS Schenectady était à quai à Swan Island Shipyard (en) à Portland (Oregon), par temps calme, juste après le retour des essais en mer. À 22 h 30, sans avertissement, et dans un bruit audible jusqu'à au moins un kilomètre et demi, la coque s'est fracturée en deux, à l'arrière de la structure.
Les causes de la rupture n'ont pas été immédiatement totalement comprises. La possibilité d'un sabotage fut évoquée brièvement. Le rapport officiel des garde-côtes mentionnait comme cause de la rupture des soudures défectueuses, alors que le bureau fédéral d'investigation considérait des facteurs aussi divers que des contraintes résiduelles, des changements de climat ou encore des défauts de conception. Par la suite, l'explication la mieux admise pour cet incident est que la soudure était défectueuse, tout particulièrement quand des enquêtes ultérieures ont mis au jour des malfaçons sur des chantiers navals.
Des recherches plus récentes indiquent qu'il s'agit probablement d'une rupture fragile. L'acier de la coque serait devenu très fragile aux basses températures, rendant ainsi la coque sujette aux ruptures, surtout au niveau des défauts déjà existants.
Il apparait que ce type de rupture a affecté plusieurs Liberty ships construits à la même époque : 24 cas de rupture complète ont été rapportés, dont 12 ont entrainé la perte du bateau.

## Service ultérieur
Transféré à la National Defense Reserve Fleet en juillet 1946, le navire est vendu à la Diodato Tripcovich Corporation à Trieste en 1948. Il prend le nom de Diodato Tripcovich. Il est démantelé à Gênes en 1962.